# 龙翔桥
龙翔桥为杭州一街区名，因浣沙河上之龙翔桥得名，该地段在民国初年新市场的一部分，为拆除满营后新设。1970年代，浣沙河被填，龙翔桥被拆除，而地名留存依旧。宋代时，龙翔桥名安济桥。宋理宗改其旧王府为道观，赐名龙翔宫，至元朝时焚毁重建，迁到浣纱西河，故而安济桥改名龙翔桥。龙翔桥是杭州近代商业的代名词，以龙翔桥为核心的湖滨商圈是杭州的重要地标。

## 商业发展
清末浙江省谘议局第一届常年会议上，熊文、裕祥等委员便提出将旗营空地改造为市场的想法，以解决旗人生计问题。

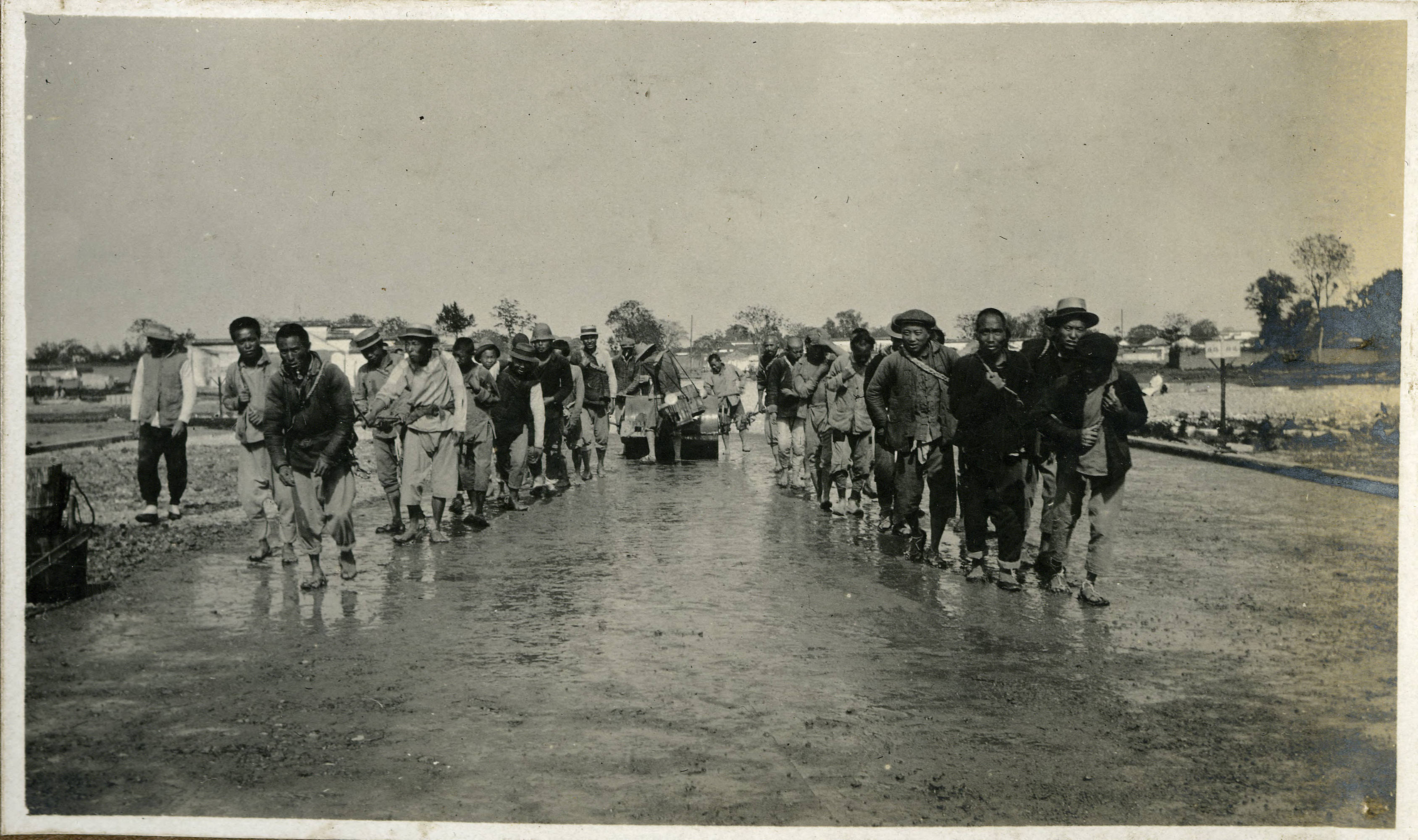
拆除旗营，修建道路

辛亥革命后，新政府在西湖湖滨地区拆除旗营，兴建马路，出售地段，兴办商业，吸引浙江及上海富人到此投资。1913年，《申报》《之江日报》刊登卖地广告与规则。同年，开始为修建道路进行土地测量及道路规划。为促进新市场发展，于1919年在迎紫路与延龄路交叉路口修建商品陈列馆及国货商场，极大促进了新市场的发展。
杭州建市后，杭州第一任市政厅长邵元冲发表《告杭州市民书》，提出摊贩叫卖引发道路阻塞、街道卫生等问题。杭州市政府故而在1928年3月，于龙翔桥附近延龄大马路旁设立杭州首批公共菜场，即龙翔桥小菜场。1940年代起，龙翔桥便是杭州最为繁华热闹之地，周围有国际大戏院、西湖影戏院、太平洋大戏院、金城饭店等设施，属于已撤销的中城区地带。到1950年代，龙翔桥菜市场成为远近知名的菜市场。
1970年代，浣沙河被填，龙翔桥被拆除。1974年，在原址附近设立延安路公交中心站，俗称龙翔桥公交站，往萧山、富阳、笕桥、半山、西湖的公交均集结于此，最高峰时一天有20万人出入。
1985年，杭州菁青自选商场开业，系龙翔桥农贸市场改建而来，是杭州的首家超市、杭州自选零售业的鼻祖。1988年，二轻办公大楼改造为工联商城，即杭州第一家引入自动扶梯的商城。1993年，金城饭店被拆除。1994年，孟宝生、孟定英兄妹在龙翔桥开设大排档，成为杭州夜宵大排档的鼻祖；2001年，两人相继去世，龙翔桥菜市场也于2002年拆除，周边的商业用地也陆续拆除重建。
2005年，银泰设立西湖名品街。2007年，延安路平海路口、平海路东坡路口、延安路解放路口开始使用X形斑马线，但后因周边施工而取消。2008年起，湖滨银泰始改造建设。2011年3月，龙翔桥公交站被拆除，以配合龙翔桥地铁站周边商业区的改造工程，其原址上建成工联大厦。2012年11月，杭州地铁一号线建成通车，龙翔桥站作为离西湖最近的地铁站，承担了到西湖的大量客流。2013年，湖滨银泰in77开业。2014年，湖滨银泰B区开业并成为杭州首个衔接地铁的商业综合体。
2022年白纸运动期间，龙翔桥地铁站关停，大批警察封控周边区域，实施劝离清场。2023年4月，龙翔桥公交车站重新启用，附近的平海路延安路口重新设置X型斑马线。

## 商业设施
- 湖滨银泰in77
- 工联CC
- 龙翔服饰城
- 利星名品广场
- 浙江胜利剧院

## 图集

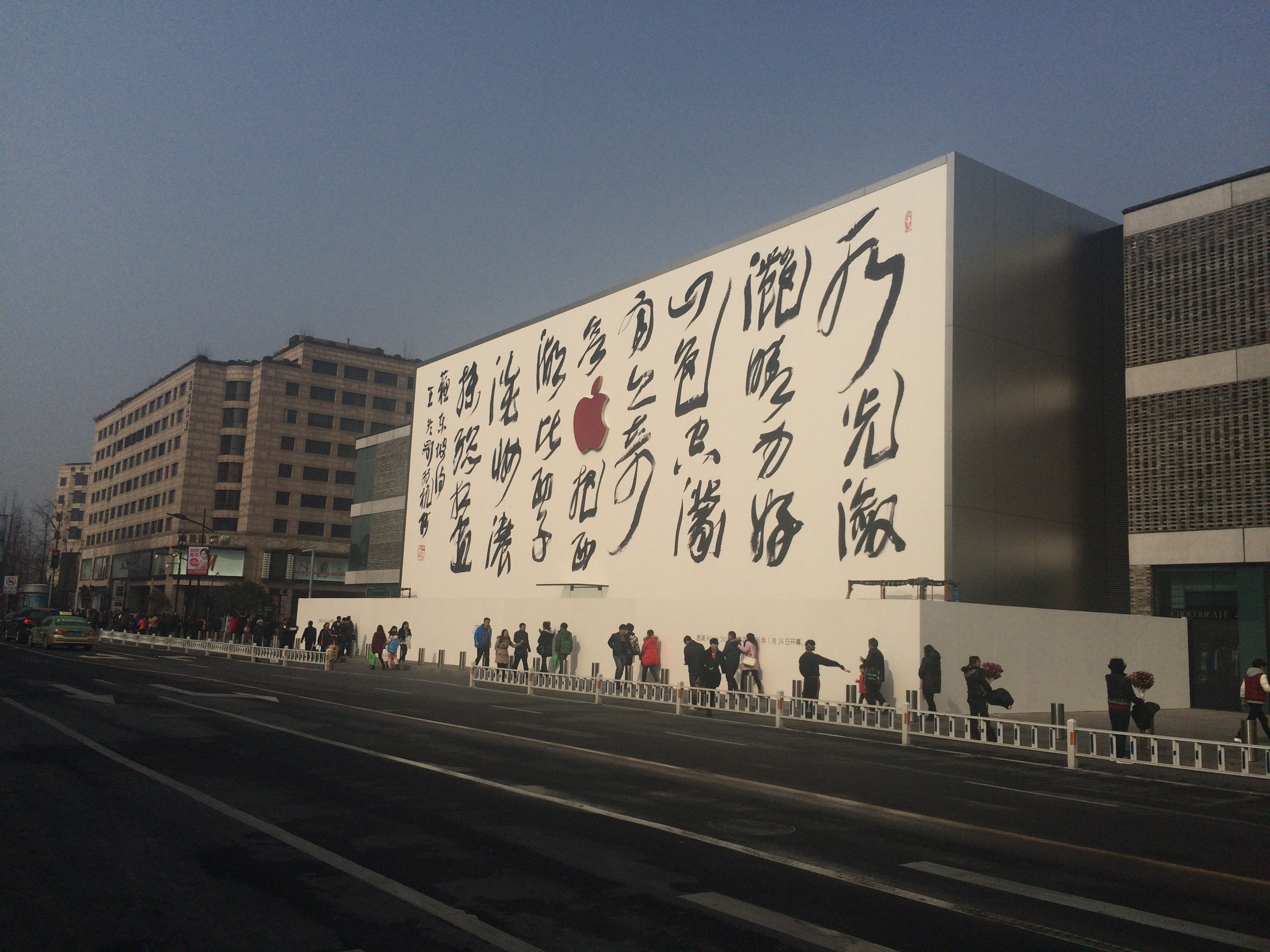
Apple西湖店开业前
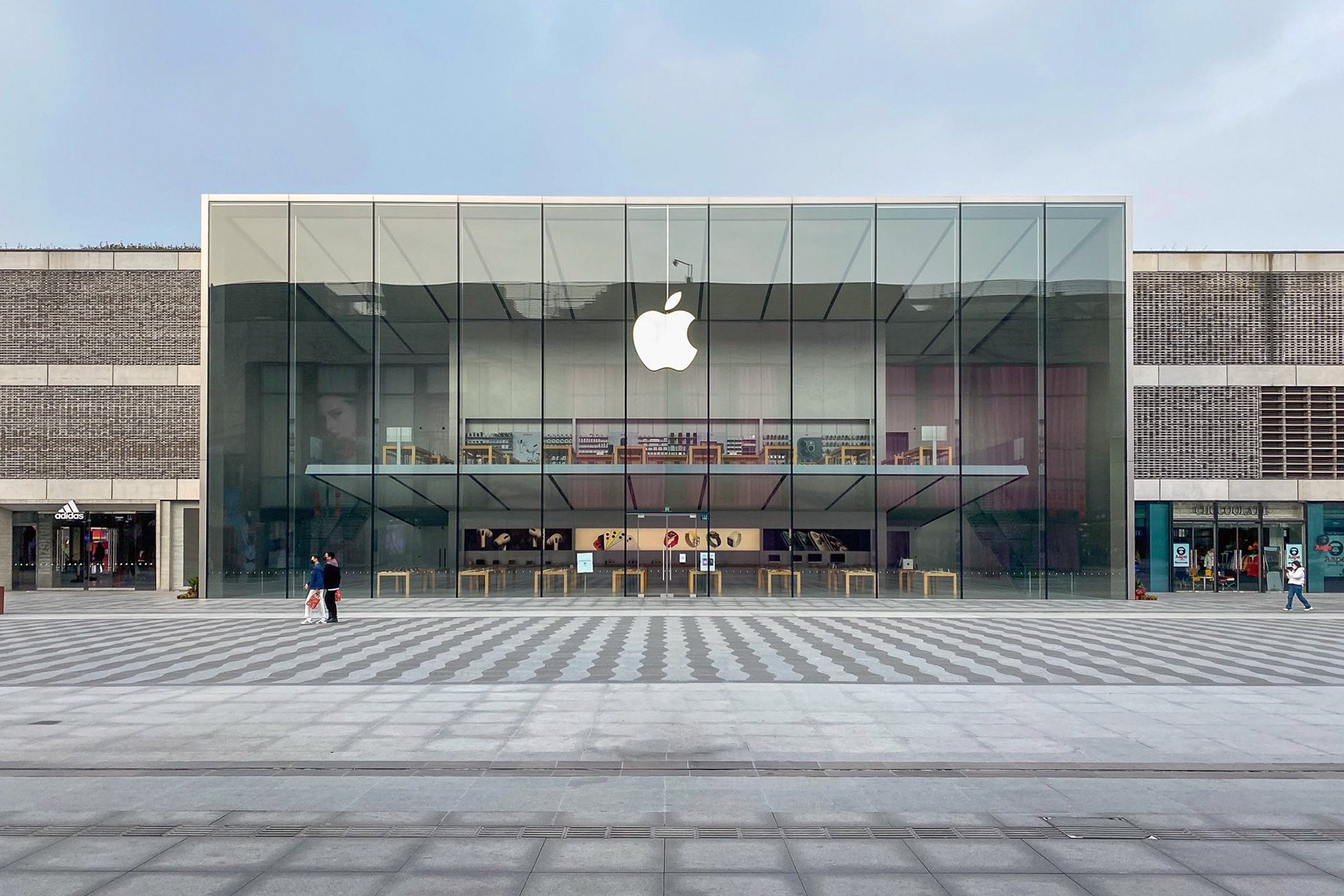
Apple西湖店
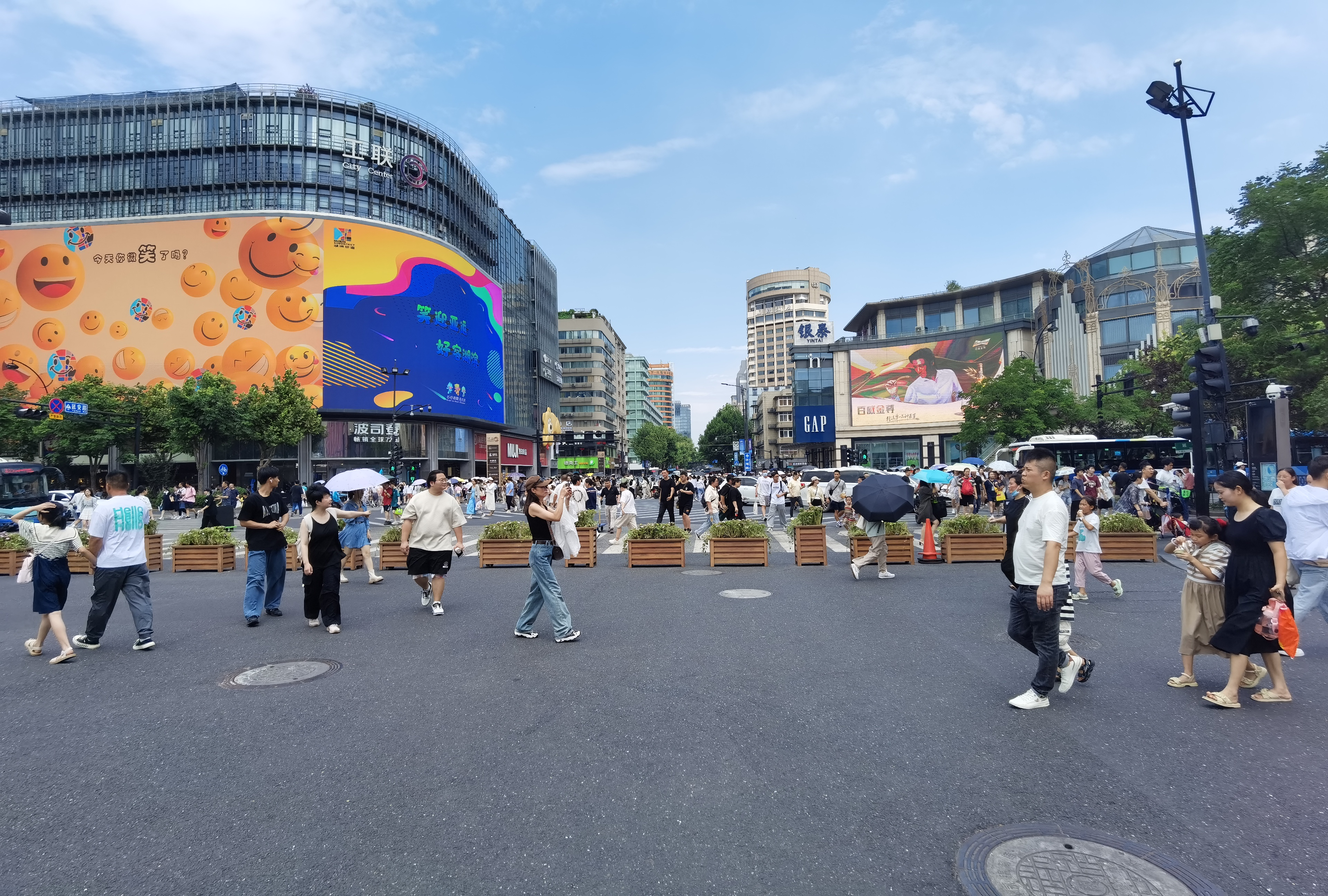
延安路和平海路路口
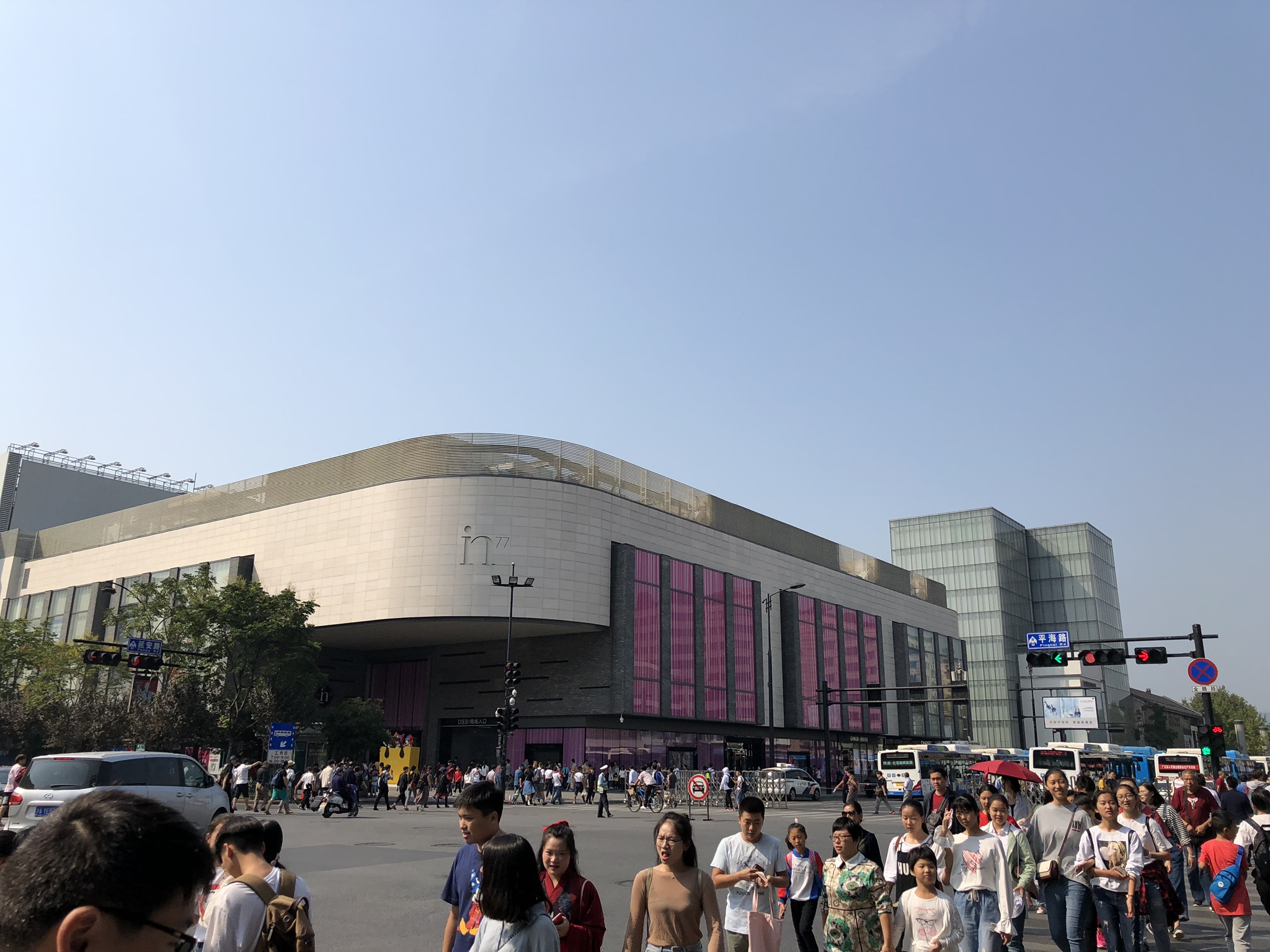
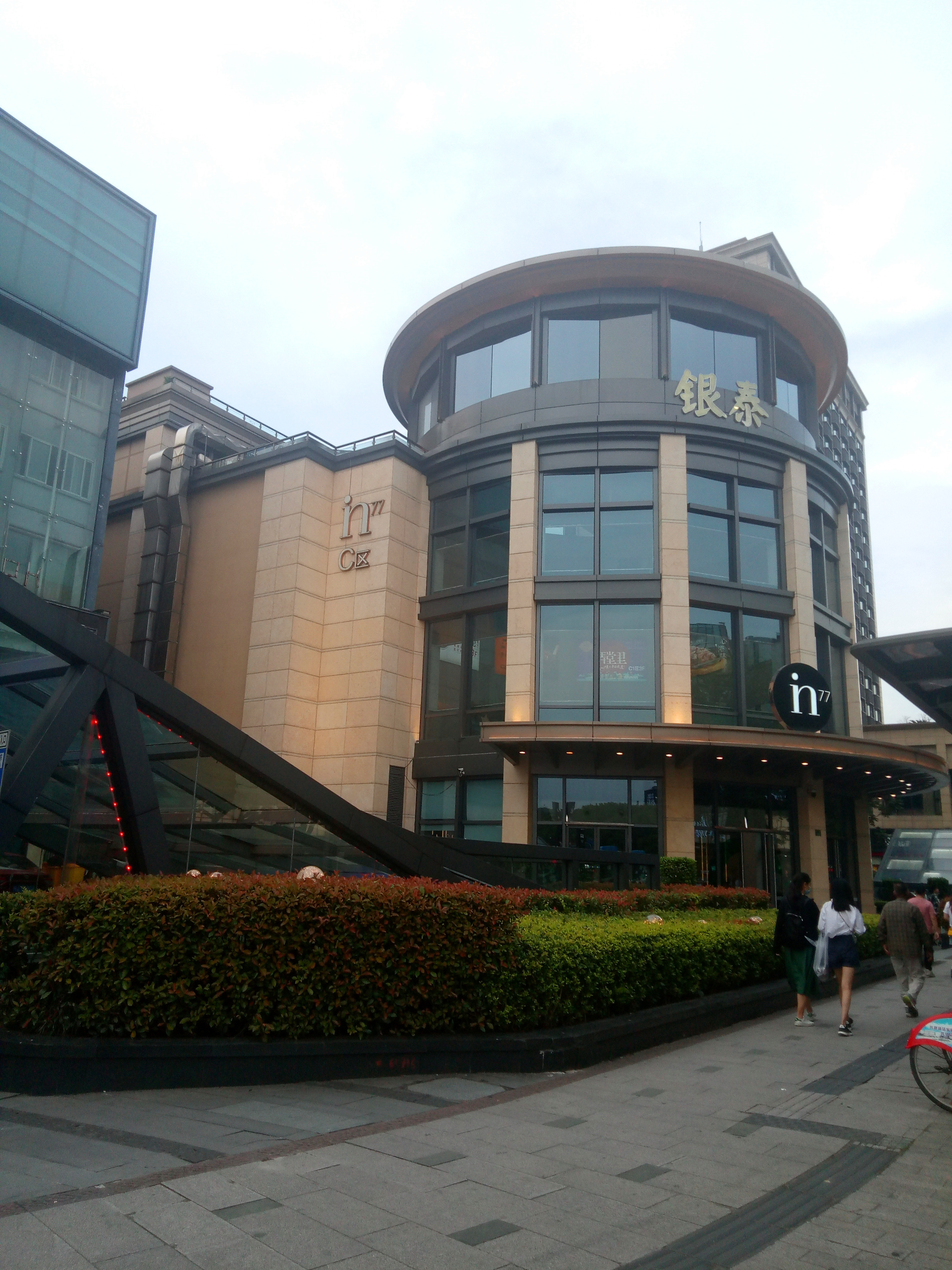
湖滨银泰
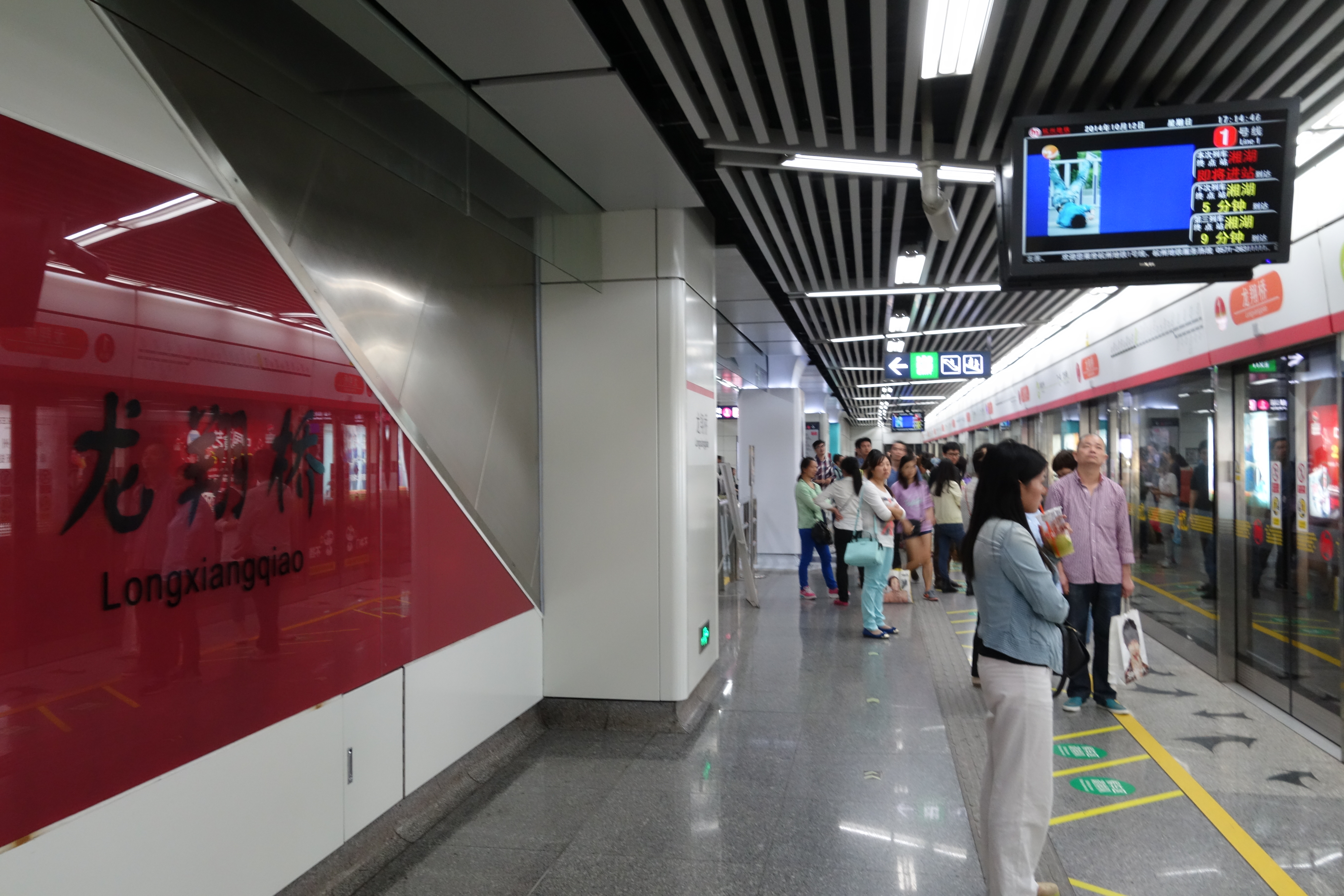
龙翔桥地铁站
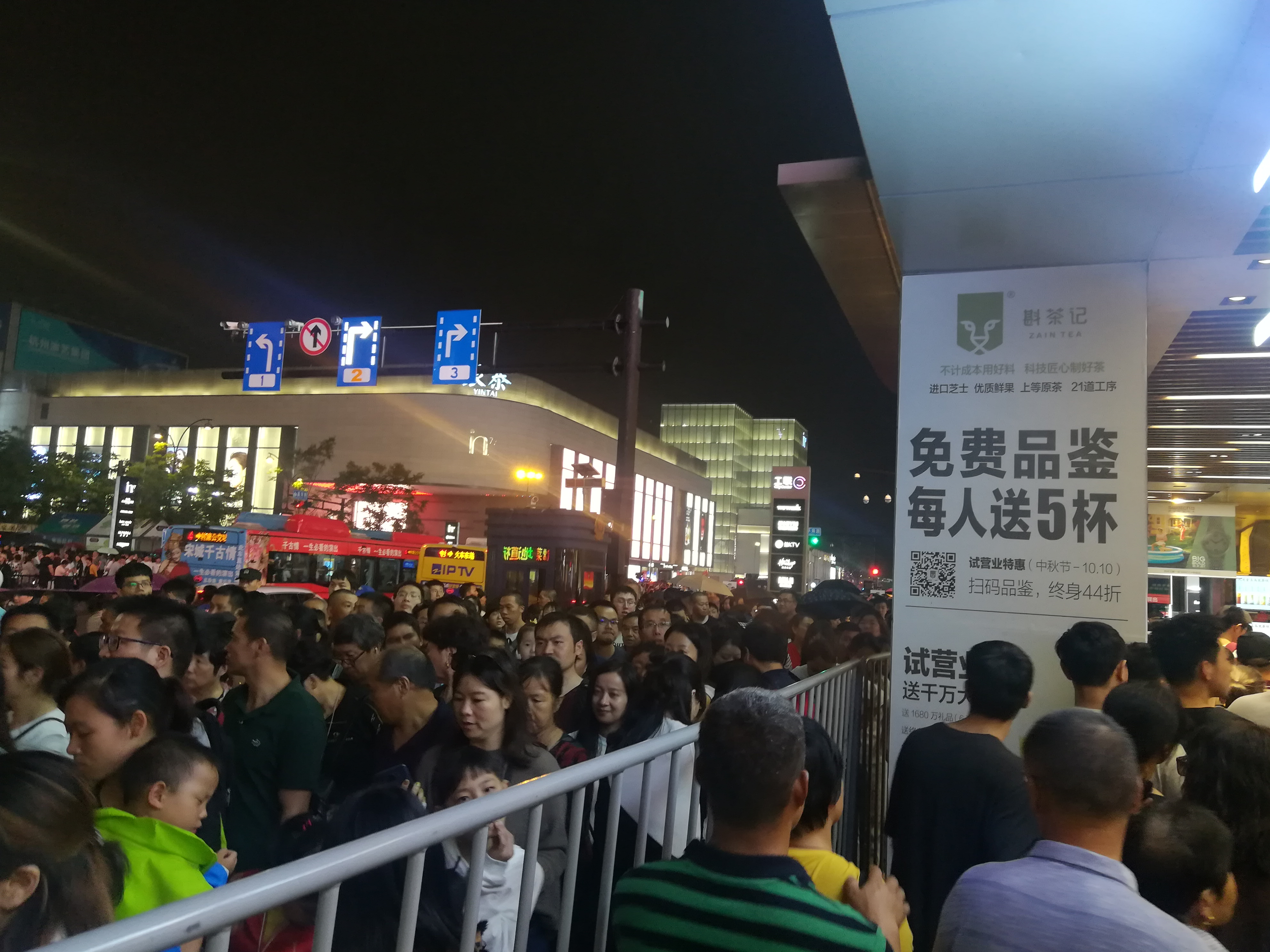
龙翔桥人流